# Stack Exchange Network
Stack Exchange Network (także StackExchange) – sieć darmowych w użytkowaniu stron internetowych, na których można publikować pytania i odpowiedzi, dotyczące zróżnicowanych tematów. Każda strona poświęcona jest konkretnej dziedzinie, a pytania i odpowiedzi użytkowników ocenia się przez głosowanie reputacji. Zalążkiem sieci był StackOverflow, strona z pytaniami dotyczącymi programowania. Sieć korzysta z punktów  reputacji powiązanej z głosami i jest moderowana przez użytkowników poszczególnych stron.

## Możliwości strony
Na każdej stronie sieci Stack Exchange użytkownicy mogą zadawać pytania i odpowiadać na nie. Użytkownicy mogą głosować za i przeciw pytaniom i odpowiedziom, co jest częścią procesu reputacyjnego, bowiem użytkownik za każdy otrzymany tzw. upvote (głos w górę) otrzymuje punkty reputacji, a za downvote (głos w dół) traci je. System głosowania wzorowany jest na serwisie Digg, który zajmuje się ocenianiem potencjalnie interesujących treści w internecie. Użytkownicy otrzymują nowe uprawnienia poprzez zbieranie określonej liczby punktów reputacji. Wykorzystywany system, obejmujący reputację i odznaki (badges), jest formą tzw. grywalizacji.
Wszystkie treści udostępnione w serwisie są dostępne na licencji Creative Commons.